# Zona metropolitana de Zamora
La zona metropolitana de Zamora es una de las 48 zonas metropolitanas delimitadas por la SEDATU, el CONAPO y el INEGI, resultante de la conurbación del municipio de Zamora y Jacona. Según datos del año 2020, cuenta con una población de 273 641 habitantes,  lo que la posiciona como el tercer núcleo urbano más poblado del estado de Michoacán, solo por detrás de la zona metropolitana de Morelia y la metrópoli municipal de Uruapan.
A su vez, forma parte de las zonas metropolitanas reconocidas por el estado de Michoacán sin el amparo del gobierno federal. A diferencia de la delimitación federal, esta incluye al municipio de Tangancícuaro, lo que incrementa su superficie a 838.8 km² y su población total a 308 897 habitantes.

## Delimitación
En noviembre de 2004, se definió por primera vez la delimitación de las zonas metropolitanas de México por parte de la SEDESOL, el CONAPO y el INEGI, de esta forma se creó la que en ese entonces se llamó «zona metropolitana de Zamora-Jacona» junto con otras 54 zonas metropolitanas, número que se reduciría a 48 totales en 2020.
A su vez, con el «Plan Estatal de Desarrollo 2008-2012», el 11 de diciembre de 2008, el gobierno de Michoacán publicó en su diario oficial la conformación de la zona metropolitana de Zamora bajo el amparo de su propia constitución política, con la diferencia de que se integraba también al municipio de Tangancícuaro, sin embargo, esto no contó con el reconocimiento del gobierno federal.

## Población
La zona metropolitana de Zamora cuenta con una población total de 273 641 habitantes, de acuerdo al censo del INEGI de 2020. El municipio de Zamora registra 204 860 habitantes distribuidos en 78 localidades, siendo su cabecera municipal la ciudad de Zamora de Hidalgo, con una población de 154 546 personas. Por su parte, el municipio de Jacona tiene un total de 68 781 habitantes y 31 localidades, con Jacona de Plancarte como cabecera municipal, la cual concentra 61 510 habitantes.
Si se considera también al municipio de Tangancícuaro —como lo hace el gobierno del estado de Michoacán—, la población total de la zona metropolitana se incrementa a 308 897 habitantes. Tangancícuaro cuenta con 35 256 habitantes distribuidos en 41 localidades, siendo su cabecera municipal Tangancícuaro de Arista, con una población de 15 414 personas.
| Municipio     | Población | Superficie (km²) | Densidad (hab/km²) |
| ------------- | --------- | ---------------- | ------------------ |
| Zamora        | 204 860   | 335.0            | 611.5              |
| Jacona        | 68 781    | 118.7            | 579.4              |
| Total federal | 273 641   | 453.7            | 603.1              |
| Tangancícuaro | 35 256    | 385.1            | 91.5               |
| Total estatal | 308 897   | 838.8            | 368.2              |

### Población histórica
| Año                                                                           | Zona metropolitana | Zamora  | Jacona |
| ----------------------------------------------------------------------------- | ------------------ | ------- | ------ |
| 1995                                                                          | 214 938            | 160 079 | 54 859 |
| 2000                                                                          | 216 048            | 161 918 | 54 130 |
| 2005                                                                          | 230 777            | 170 748 | 60 029 |
| 2010                                                                          | 250 113            | 186 102 | 64 011 |
| 2020                                                                          | 273 641            | 204 860 | 68 781 |
| Fuente: Instituto Nacional de Estadística y Geografía (INEGI) de 1995 a 2020. |                    |         |        |

### Localidades por población
Estos son los 10 núcleos de población de la zona metropolitana de Zamora, incluyendo al municipio de Tangancícuaro, cuyos datos están referidos al año 2020, y que en conjunto reúnen el 85.5% de la población total.
|    | Localidad                   | Población | Municipio     |
| -- | --------------------------- | --------- | ------------- |
| 1  | Zamora de Hidalgo           | 154 546   | Zamora        |
| 2  | Jacona de Plancarte         | 61 510    | Jacona        |
| 3  | Tangancícuaro de Arista     | 15 414    | Tangancícuaro |
| 4  | Ario de Rayón               | 9917      | Zamora        |
| 5  | La Rinconada                | 4555      | Zamora        |
| 6  | Fraccionamiento Monte Olivo | 4413      | Zamora        |
| 7  | Patamban                    | 3856      | Tangancícuaro |
| 8  | Atecucario                  | 3681      | Zamora        |
| 9  | La Sauceda                  | 3274      | Zamora        |
| 10 | El Platanal                 | 3002      | Jacona        |